# Karl Wloch

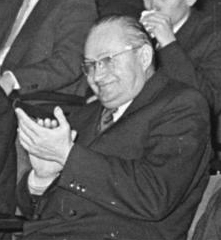
Karl Wloch 1954

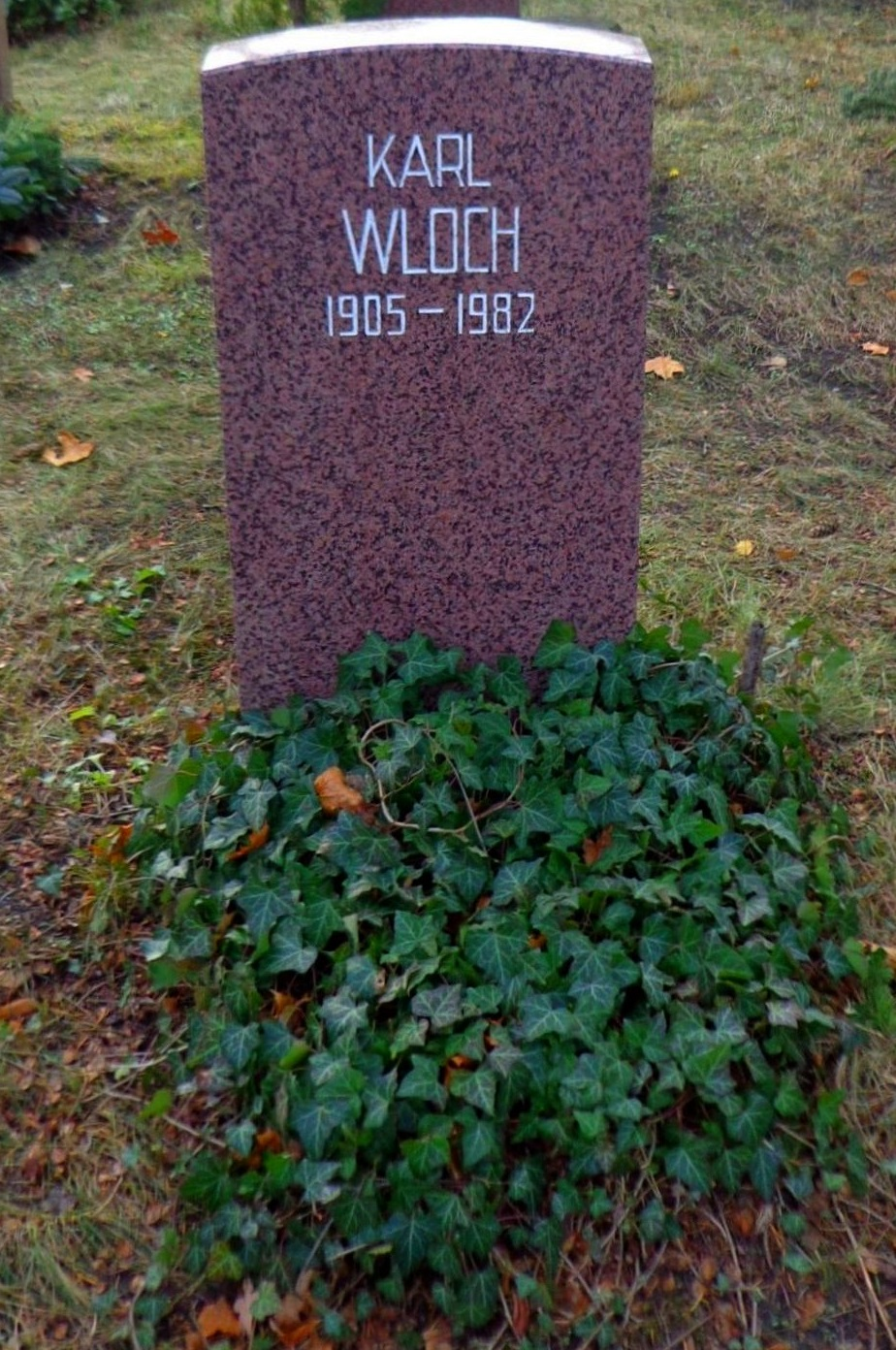
Grabstätte

Karl Wloch (* 4. August 1905 in Berlin; † 30. September 1982 ebenda) war ein deutscher SED-Funktionär und Verbandsfunktionär.

## Biographie
Wloch wurde 1905 geboren wuchs in Berlin-Moabit als Sohn eines Metallarbeiters und einer Näherin auf. Sein älterer Bruder war Wilhelm Wloch. Nach dem Besuch der Volksschule absolvierte Karl Wloch zunächst 3 Jahre eine Mittelschule. Aufgrund seiner Leistungen wurde er 1919 in eine Förderklasse des Köllner Gymnasiums in Berlin aufgenommen, welche er bis 1922 besuchte. Mit Eintritt in das Gymnasium wurde Wloch Mitglied der Freien Sozialistischen Jugend (FSJ), deren Nachfolgeorganisation KJVD er bis 1925 angehörte.
Im Anschluss an das Gymnasium absolvierte er bis 1925 eine kaufmännische Lehre. Während der Lehrzeit wurde Wloch 1924 Mitglied der KPD und war zeitweise Mitglied der KPD-Unterbezirksleitung Berlin-Moabit. Nach seiner Lehrzeit war Wloch bis 1928 überwiegend arbeitslos, engagierte sich aber in der Berliner Arbeitslosenbewegung, unter anderem als Mitglied des Provinzialausschusses der Erwerbslosen Berlin-Brandenburg. Darüber hinaus war er in dieser Zeit als Referent für die KPD tätig. Im Jahr 1928 betätigte er sich unter anderem als ehrenamtlicher Redakteur der Zeitschrift Der Arbeitslose, war aber auch als Instrukteur der KPD-Bezirksleitung Berlin-Brandenburg gegen "Rechte" und "Versöhnler" innerhalb der KPD tätig. Darüber hinaus bekam er noch im gleichen Jahr bei der Sächsischen Arbeiterzeitung in Leipzig ein Redaktions-Volontariat.
Nach dem Zweiten Weltkrieg war er als Übersetzer und Lehrer in Kriegsgefangenenlagern in Polen tätig. Dort leitete er u. a. die Umerziehung deutscher Offiziere im Sinne eines sozialistischen Aufbaus in Polen und Deutschland.
1949 wurde er Generalsekretär der Hellmut-von-Gerlach-Gesellschaft in Ost-Berlin. Von 1954 bis 1956 war Wloch Leiter des Amtes für Literatur und Verlagswesen, Träger des Druckgenehmigungsverfahrens, des zentralen Verfahrens zur Zensur von Literatur in der DDR.
Während der 1950er Jahre war Wloch neben Horst Anspach einer der wichtigsten Funktionäre, die eine konspirative Verbindung zwischen der Gerlach-Gesellschaft in Düsseldorf und Ost-Berlin aufrechterhielten. Von 1958 bis 1962 war er Mitglied der SED-Bezirksleitung Gera. 1967 wurde Wloch in Ost-Berlin Leiter der Länderkommission Polen in der Gesellschaft für Kulturelle Verbindung mit dem Ausland.
Wloch war Träger des Vaterländischen Verdienstordens, des Sterns der Völkerfreundschaft und des Banners der Arbeit. Seine Urne wurde in der Grabanlage Pergolenweg des Berliner Zentralfriedhofs Friedrichsfelde beigesetzt.